# Fürsteneck
Fürsteneck je obec v německé spolkové zemi Bavorsko, leží v zemském okrese Freyung-Grafenau ve vládním obvodu Dolní Bavorsko.
K 31. 12. 2011 zde žilo 938 obyvatel.

## Části obce
- Anzerreut
- Aschberg
- Atzldorf
- Dürnberg
- Fürsteneck
- Hochwegen
- Loizersdorf
- Ohbruck
- Plattenhof
- Schnürring
- Schrottenbaummühle
- Simpoln
- Wiesmühle

## Zámek Fürsteneck
Kolem roku 1190 zde byl postaven pasovským knížetem-biskupem Wolfgerem von Erla hrad jako pohraniční opevnění proti bavorským vévodům. K přestavbě došlo v roce 1570 za knížete biskupa Urbana von Trennbach. Palácová kaple byla postavena v roce 1745 za kardinála Josepha Dominika von Lamberg. V roce 1803 připadl zámek bavorskému státu a v roce 1814 byl prodán bývalému mnichovi. Dnes se v zámku nachází venkovský hostinec s restaurací a ubytováním.